# Mariano Zuaznávar
Mariano Zuaznávar Arrascaeta (Azcoitia, 7 de diciembre de 1841 - San Sebastián, 27 de abril de 1916) fue un destacado ingeniero de minas español. Está considerado un hombre clave en el desarrollo de la minería en el norte de España de finales del siglo XIX.

## Biografía
En 1860 ingresó en la Escuela de Minas de Madrid, realizando las prácticas en las minas de Almadén.
Después ingresó en el cuerpo oficial de Ingenieros de minas, siendo destinado en 1867 al distrito de Burgos, que incluía también las minas de Palencia.
Realizó trabajos de prospección en la sierra de Atapuerca, publicando en 1868, junto con Pedro Sampayo, una descripción detallada de Cueva Mayor, que es considerado el primer estudio de la después llamada Sima de los Huesos, un lugar de vital importancia del yacimiento Patrimonio de la Humanidad de Atapuerca. 
Desde 1878 se empleó como Director facultativo de la sociedad Esperanza de Reinosa, que llevaba a cabo la explotación de minas de la zona de Orbó, primera explotación de la minería palentina. Así lo definió el historiador palentino Faustino Narganes Quijano:

“gran emprendedor y no menos idealista, por lo que las envidias y las rencillas le apartaron de aquella fantástica leyenda de Las mil y una noches de Orbó”.

Allí realizó el proyecto y desarrollo del Canal Subterráneo de Orbó, un canal que aprovechaba las aguas subterráneas del pozo minero para la extracción en barcas del carbón, inaugurado en 1884, y que es considerado el primero y único documentado en la historia de la minería española, así como una obra maestra de la tecnología minera del siglo XIX. Y por este trabajo fue nombrado comendador de número de la Orden de Isabel la Católica. Sus trabajos en Orbó duraron hasta 1886; sus innovaciones en los sistemas de transporte exterior e interior del carbón supusieron toda una transformación de la minería de la época.
Su proyecto más importante fue el trazado del Ferrocarril de La Robla, una línea de 335 km (la más larga de Europa) ideada para unir las cuencas mineras de León y Palencia con la poderosa industria siderúrgica vizcaína. El proyecto inicial, que unía La Robla con Valmaseda, fue presentado a las Cortes el 26 de noviembre de 1889, y convertido en Ley el 11 de julio de 1890. En enero de 1890, el Congreso y el Senado concedieron oficialmente a Zuaznavar la gestión de la línea férrea y la autorización legal para emprender las obras de:

...construcción y explotación de una línea férrea que, partiendo de La Robla, en la línea de Asturias, Galicia y León, termine en Valmaseda, así como la construcción de nuevos ramales y prolongación de la línea caso de que se estimase conveniente.

En mayo de 1905 la sociedad cambió su denominación por Ferrocarriles de La Robla, S. A., y Zuaznávar renunció a todos sus derechos como fundador de la compañía.
También en 1905 publicó el estudio «Monografía acerca de las ferrerías vascongadas», un monográfico sobre las ferrerías del País Vasco hasta su extinción con la llegada de los altos hornos.
En 1907 fue nombrado inspector general del Cuerpo de Minas en San Sebastián, y un año más tarde se jubiló. Falleció en 1916.